# Pianella (calzatura)

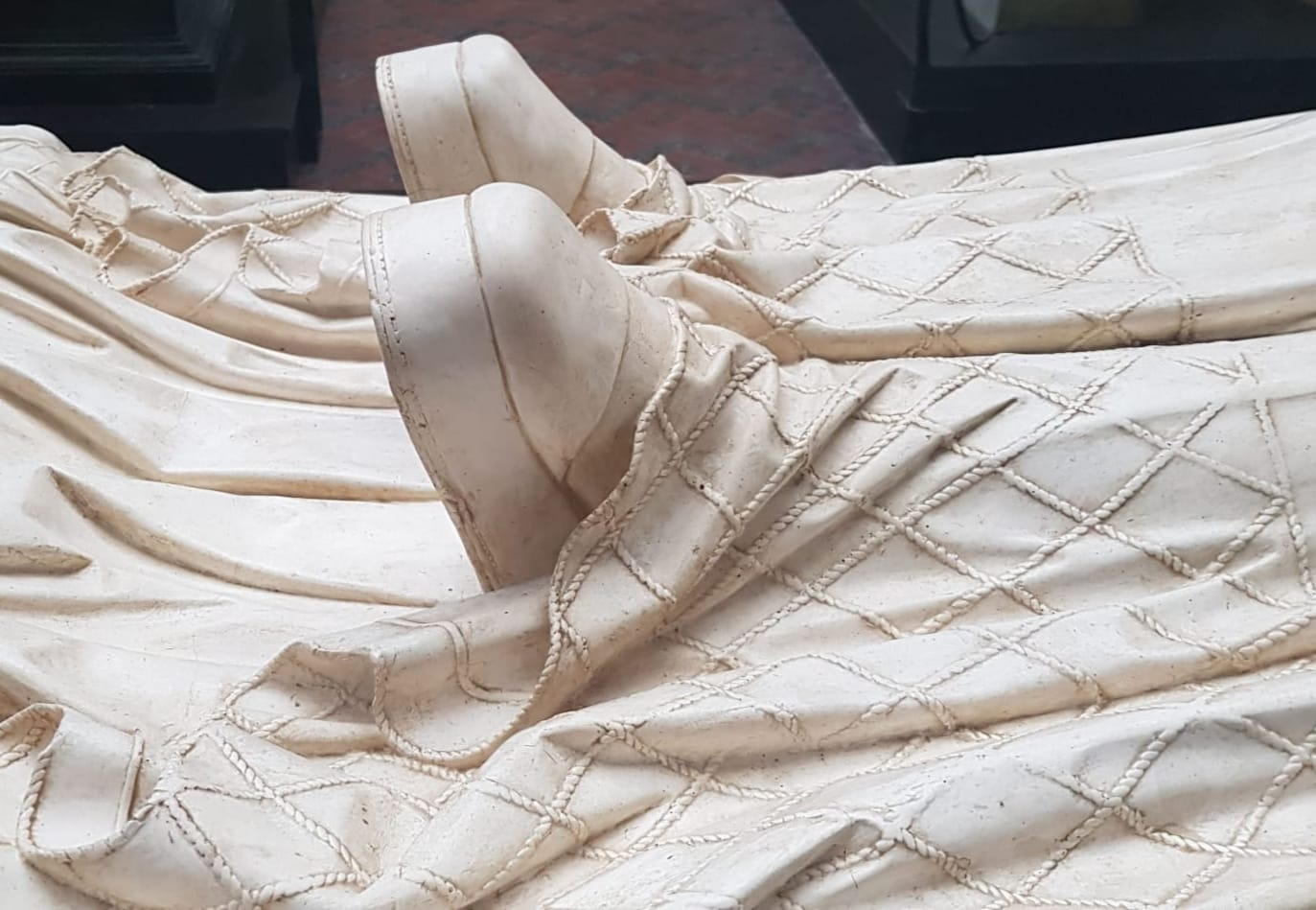
Pianelle di Beatrice d'Este nel cenotafio della Certosa di Pavia. Calco conservato al Victoria and Albert Museum.

Pianella è un termine generico utilizzato per indicare diversi tipi di calzature con zeppa diffuse in Europa tra il XIV secolo e il XVII secolo. Ad oggi, il termine è passato ad indicare un tipo di pantofola che lascia scoperto il piede alla caviglia.

## Storia
La pianella è considerata un'evoluzione dello zoccolo che in diverse forme e varianti fu indossato fino all'inizio dell'età moderna, prima che si diffondesse il costume di vestire scarpe in cuoio o pelle che rivestono completamente il piede.
La pianella a suola alta (di sughero o di legno, talvolta ricoperta in tessuto o altri materiali) fu indossata in diverse varianti in molti paesi europei e da diversi ceti sociali. In alcuni momenti storici la suola arrivò a uno spessore fino ai cinquanta centimetri, come nei modelli veneziani conservati al Museo Correr di Venezia, chiamati nella città lagunare calcagnetti. A seconda dell'altezza e del modello, essa segnalava l'appartenenza a una classe o a un gruppo sociale: la pianella fu infatti indossata tanto dalle donne dell'aristocrazia (spesso affiancate da servitori che le aiutavano a non camminare nel modo sgraziato imposto dai rialzi più estremi), quanto dalle popolane e dalle prostitute.

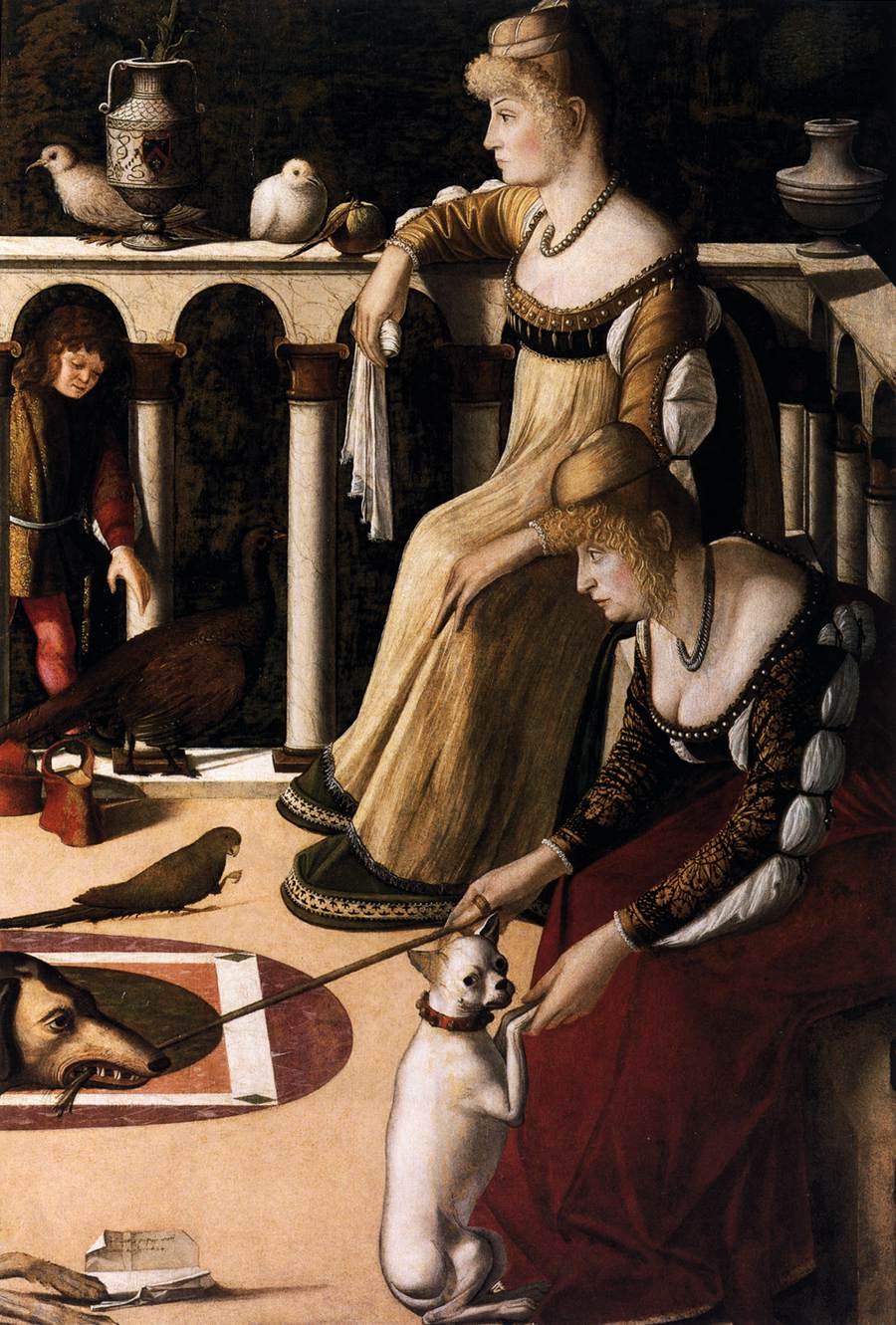
Pianelle rosse con zeppa rappresentate nel dipinto Due dame veneziane di Vittore Carpaccio

Nel 1430 il Maggior Consiglio cercò di proibirle perché le cadute dai calcagnetti potevano provocare fratture ed aborti. Si passò quindi a ridurre l’altezza ad otto centimetri, senza tuttavia grandi risultati, semmai il contrario visto che l'altezza di queste pianelle non faceva che aumentare col trascorrere degli anni. Interessantemente, ai mariti veneziani l'uso di queste calzature non dispiaceva, poiché limitavano alle loro signore il rischio di uscire troppo frequentemente da casa e dunque la possibilità di intrecciare relazioni adulterine. Perfino il clero li approvava, sempre perché limitavano i movimenti e soprattutto perché scoraggiavano attività considerate peccaminose come la danza.

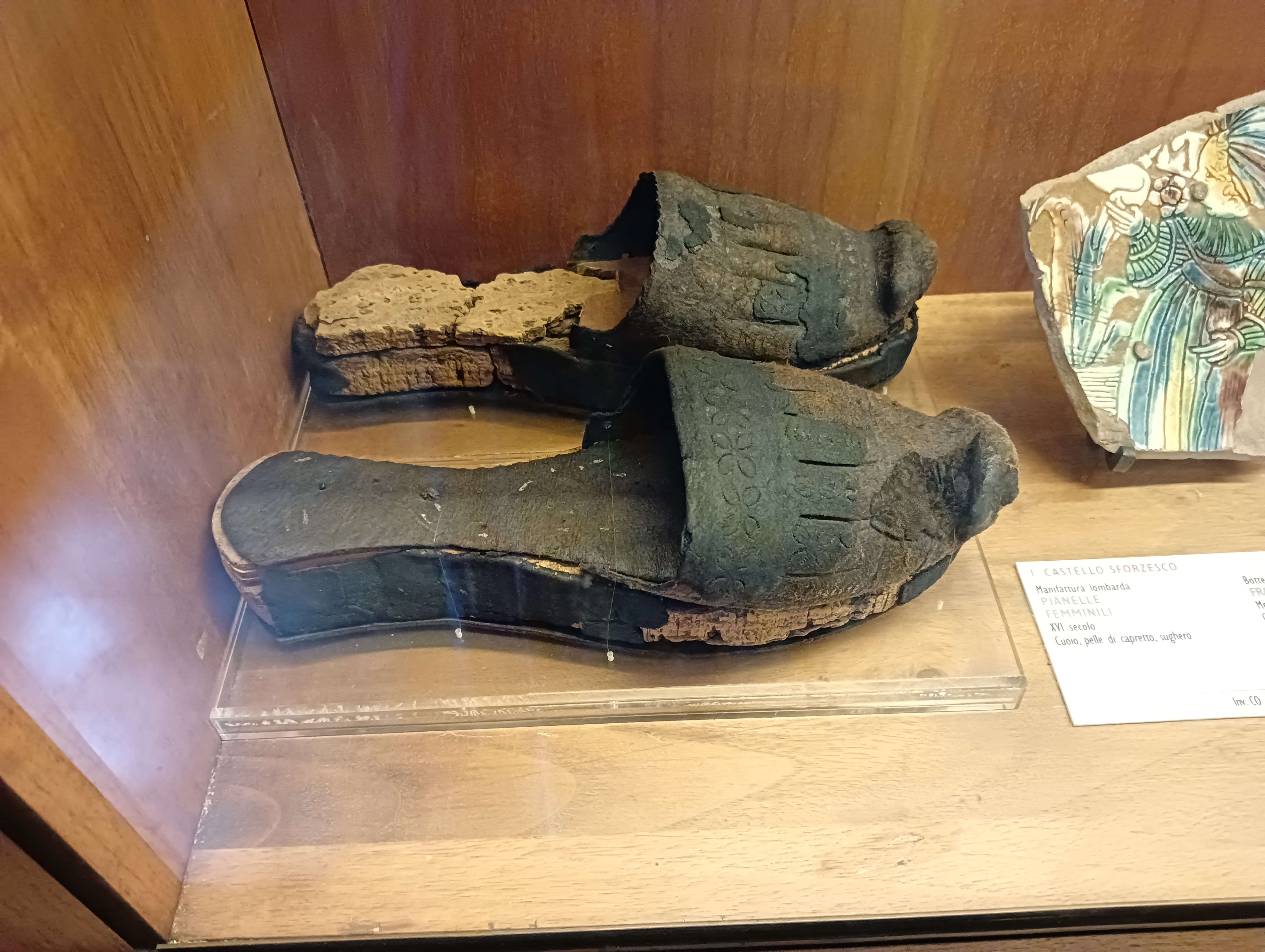
Pianelle femminili dell'inizio del XVI secolo, Castello Sforzesco di Milano.

A Milano le pianelle andarono molto di moda nell'ultimo quarto del secolo XV, apprezzate soprattutto dalla duchessa Beatrice d'Este e dalle nobildonne del suo seguito, tuttavia la dimensione della loro suola rimase modica e non raggiunse mai le smisurate altezze delle pianelle in uso a Venezia, specie a partire dal XVI secolo, quando a Venezia al cuoio e alla stoffa vennero sostituiti arabeschi e broccati, con una suola talmente alta da divenire veri e propri trampoli.